# Пам'ятне (Ялуторовський район)
Па́м'ятне (рос. Памятное) — село у складі Ялуторовського району Тюменської області, Росія.
Населення — 869 осіб (2010, 898 у 2002).
Національний склад станом на 2002 рік:
- росіяни — 90 %